# Zhugentan (köpinghuvudort i Kina, Hubei Sheng, lat 30,50, long 112,90)
Zhugentan (kinesiska: 竹根滩镇) är en köpinghuvudort i Kina. Den ligger i provinsen Hubei, i den centrala delen av landet, omkring 130 kilometer väster om provinshuvudstaden Wuhan. Antalet invånare är 61 372. Befolkningen består av 30 248 kvinnor och 31 124 män. Barn under 15 år utgör 12,0 %, vuxna 15-64 år 78 %, och äldre över 65 år 9,0 %.
Runt Zhugentan är det tätbefolkat, med 591 invånare per kvadratkilometer. Närmaste större samhälle är Qianjiang, 8,6 km söder om Zhugentan. Trakten runt Zhugentan består till största delen av jordbruksmark.
Genomsnittlig årsnederbörd är 1 358 millimeter. Den regnigaste månaden är april, med i genomsnitt 208 mm nederbörd, och den torraste är december, med 21 mm nederbörd.